# Bruno Illiano
Bruno Illiano (Bacoli, 9 novembre 1960) è un compositore, pianista, cantante arrangiatore italiano.

## Biografia
Considerato uno dei migliori tastieristi/arrangiatori al mondo  Docente di canto e dizione Illiano è conosciuto per avere al suo attivo allievi/professionisti del panorama musicale e recitativo italiano, tra i quali Annalisa Minetti, Sal Da Vinci, Massimiliano Morra  Monia Russo, Antonio Marino e Gino Scannapieco (partecipanti all'edizione 2008 di X Factor).
Incontra Pino Daniele e nasce una collaborazione prima "live"  e poi discografica, negli album Bonne soirée (1987), Schizzechea with Love (1988), Mascalzone latino (1990), Yes I Know My Way (1998) e Ricomincio da 30 (2008).
Mascalzone latino, in particolare, è stato realizzato interamente dai due, come ha raccontato lo stesso Daniele: «È uno dei miei dischi preferiti, realizzato interamente in casa da me e dal mio amico Bruno Illiano».
Inoltre Illiano è, tra i musicisti che hanno suonato con Pino Daniele, l'unico che nei dischi sia stato registrato sempre dal vivo, senza l'ausilio di apparecchiature elettroniche.
Ha collaborato con vari altri artisti, tra cui Gianni Togni, nell'album Bersaglio mobile e nel relativo tour, con Anna Calemme (l'arrangiamento di Napule è di Daniele preparato da Illiano per la Calemme ha vinto nel 2005 il Premio Internazionale Fontane di Roma) e Marco Masini.
Ha composto oltre 90 canzoni per vari artisti, tra cui una delle più note è Un mondo senza parole, che nell'interpretazione di Monia Russo ha partecipato Festival di Sanremo 2006.
Ha inoltre diretto l'orchestra al Festival di Sanremo 2001.